# Бернулли, Иоганн II
Иоганн II Бернулли (1710—1790) — швейцарский математик и физик.
Изучал в Базельском университете право и физико-математические науки. Был профессором риторики, затем математики в Базельском университете, унаследовав кафедру отца — Иоганна I Бернулли.
Основные работы относятся к области физики. Изучал тепло, магнетизм, распространение света. Издал собрание работ отца (Opera omnia, т. 1—4, 1742).
Иностранный член Парижской и Берлинской (1746) академий наук.